# Liste des prétendants juifs à la messianité
Les prétendants juifs à la messianité accomplissent, selon eux ou selon leurs disciples, une croyance juive ancrée dans la Bible hébraïque, principalement au chapitre 11 du Livre d'Isaïe. Cette croyance veut qu'un jour, un descendant de David se lèvera et mènera le peuple d'Israël à la victoire. Ce personnage est appelé le Messie, c'est-à-dire l'Oint (Daniel 9:25-26).

## Liste des prétendants juifs à la messianité
Cette liste, classée par ordre de date de naissance (si celle-ci est connue), répertorie ceux qui se sont déclarés être le Messie ou dont les disciples ont affirmé qu'ils étaient le Messie. Cette liste ne se prétend pas exhaustive.

### iersiècle

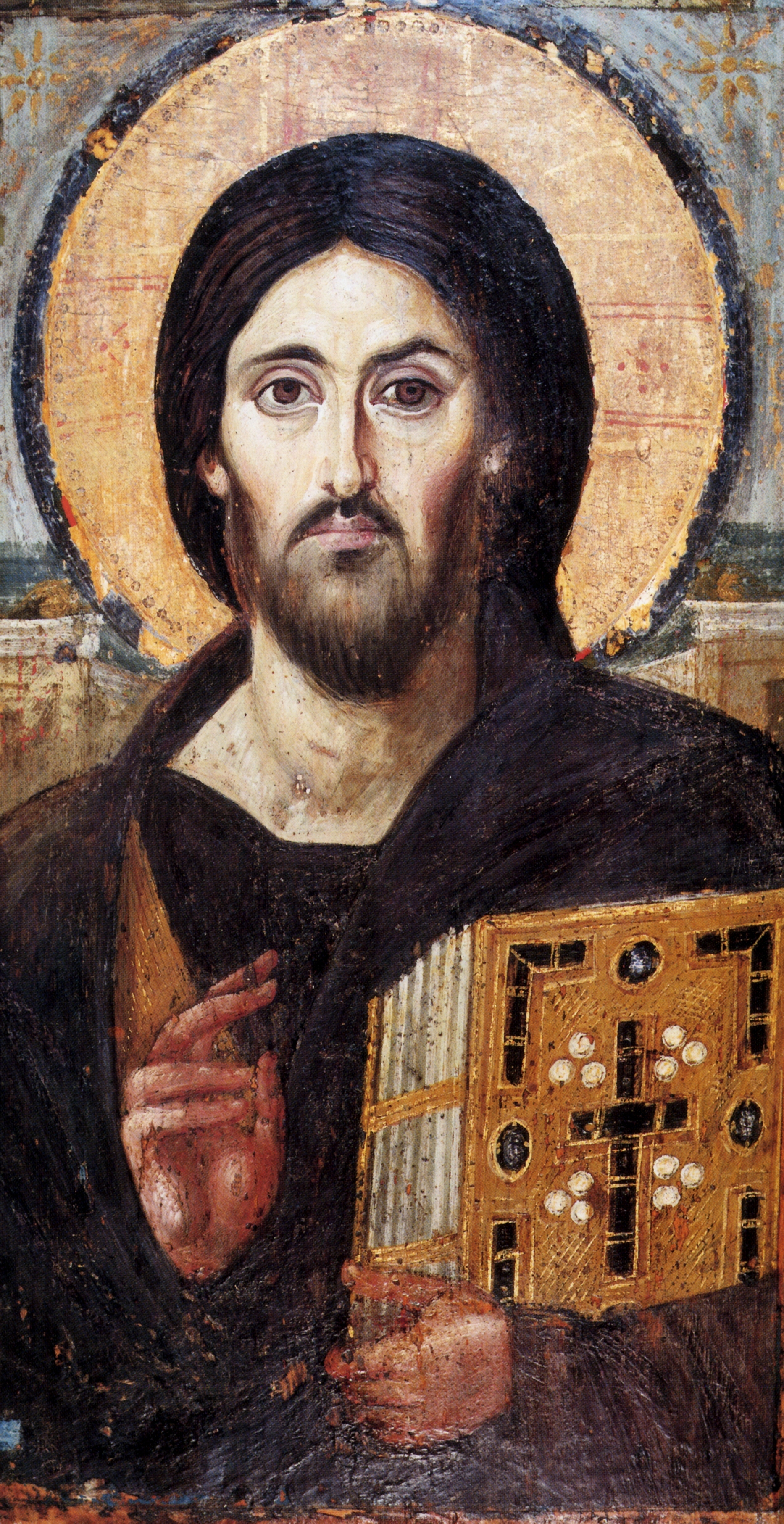
Jésus Christ, Pantocrator, monastère Sainte-Catherine du Sinaï, VI.

- Judas le Galiléen, fils d'Ézéchias (mort vers l'an 6 EC), fondateur de la « IVe philosophie » selon Flavius Josèphe, qui donnera naissance à la secte des zélotes et prétendant à la succession du roi Hérode Ier
- Simon de Pérée (vers l'an 4 AEC), ancien esclave du roi Hérode Ier
- Athronges (en) (vers l'an 4-2 ? AEC), dirigea une révolte contre Hérode Archélaos et les Romains
- Jésus de Nazareth, messie juif, Fils de Dieu pour les chrétiens, prophète pour les musulmans
- Dosithée de Samarie (ier siècle), disciple de Jean le Baptiste
- Theudas (44-46), dans la province romaine de Judée
- L'Égyptien (prophète) (en) (ier siècle), figure décrite par Flavius Josèphe
- Jacob l'hérétique (?), disciple de Jésus ben Pandera
- Menahem ben Juda (mort en 66), prit part à une révolte contre Hérode Agrippa II en Judée ; Il est probablement le Menahem ben Hézékiah mentionné dans le Talmud (traité Sanhédrin 98b) et nommé « le consolateur qui doit libérer ».
- Jésus fils d'Ananias (mort en 70)

### iie–xiesiècles

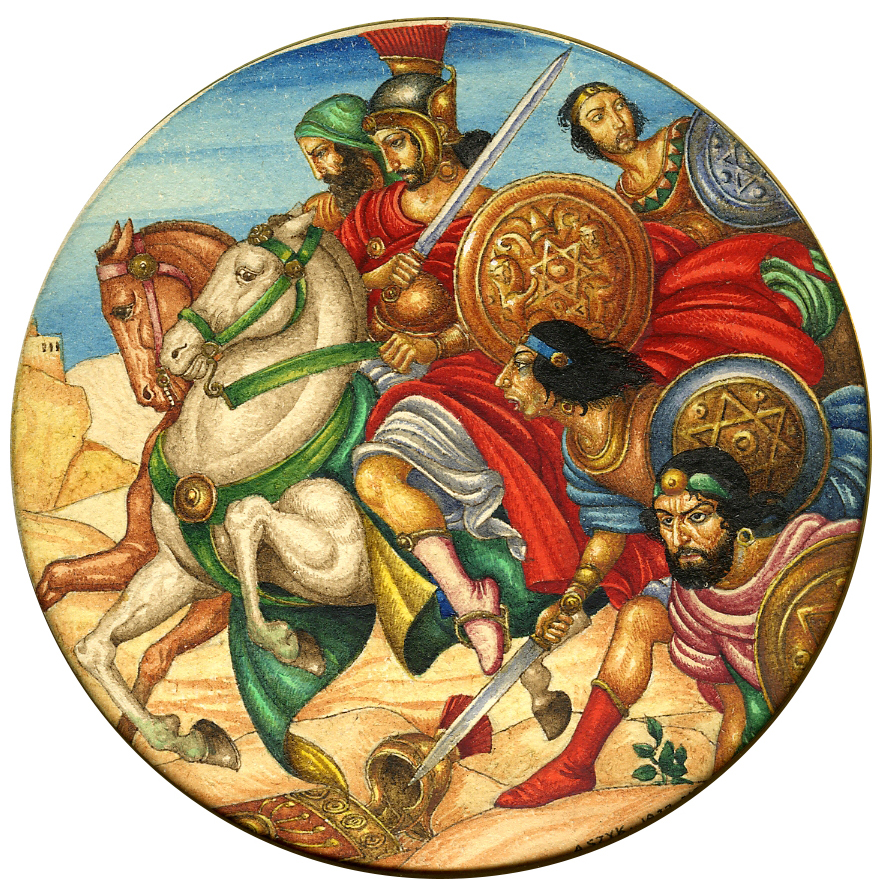
Arthur Szyk : Bar Kochba (1927), Paris.

- Lukuas (115-117), dirigeant des rebelles durant la Guerre de Kitos
- Shimon bar Kokhba (mort en 135), chef de la révolte contre Rome, il est salué comme le « roi-Messie » par Rabbi Akiva mais est vaincu à Betar (Judée), lors de la seconde guerre judéo-romaine (133-135).

- Patricius (mort en 352), fut l'un des principaux chefs de la révolte contre Constance Gallus

- Moïse de Crète (Ve siècle) prétendait conduire son peuple en Palestine, en traversant à sec la mer mais plusieurs de ses fidèles périrent noyés[1],[2].
- Ishak ben Ya'kub Obadiah Abou Issa al-Isfahani d'Ispahan, réformateur religieux, vécut en Perse durant le règne du calife Omeyyade Abd al-Malik ibn Marwan (684-705)
- Yudghan de Hamadan, appelé Al-Ra'i (« le berger du troupeau de son peuple »), réformateur religieux, vécut et enseigna en Perse au début du VIIIe siècle, disciple de Ishak ben Ya'kub Obadiah Abou Issa al-Isfahani.
- Serene de Syrie (appelé également Sherini, Sheria, Serenus, Zonoria, Saüra), réformateur religieux, vécut sous les califes Omar II et Yazid II (autour de 720)[3],[4].

### xiie–xvesiècles
- David Alroy, du Kurdistan (né vers 1160), se déclare lui-même « messie », Irak.
- Abraham Aboulafia (1240 - après 1291), affirme sa mission messianique dans ses écrits, Espagne
- Nissim ben Abraham (vers 1295), actif dans la province d'Ávila, Espagne ; dépités, certains de ses anciens disciplines se convertissent au christianisme[5].
- Moses Botarel (en) de Cisneros, à Palencia Espagne (vers 1413), a parmi ses disciples Hasdaï Crescas.

### xvie–xviiiesiècles
- Asher Kay, un Juif allemand établi à Venise, qui se prétend en 1502, un précurseur du Messie, trouve des adeptes en Italie, en Allemagne et parmi les chrétiens.
- David Reubeni (début du XVIe siècle), fait croire aux marranes espagnols qu'un Messie va venir pour reconduire les Juifs de tous les pays vers la Palestine[6].
- Salomon Molkho (début du XVIe siècle)
- Sabbataï Tsevi (1626-1676) de Smyrne en 1626, décédé à Dulcigno en 1676). Son mouvement eut une influence considérable parmi certaines communautés juives et continue de nos jours sous la forme du groupe des Sabbatéens.

Menachem Mendel Schneerson, en 1987.

- Osman Baba (1378-1478), successeur de Sabbataï Tsevi[Quoi ?]
- Miguel (Abraham) Cardoso (en) (1630), Espagne
- Mordecai Mokiakh (1650-1729), « le Sermonneur » d'Eisenstadt, Slovaquie
- Jacob Querido (en) (mort en 1690), se dit être la réincarnation de Sabbataï Tsevi ; les descendants de sa secte sont les Dönme.
- Löbele Prossnitz (en) (1670-1730/1750), né à Brody en Galice, signe sous le nom de « Joseph ben Jacob »[7].
- Isaiah he-Hasid de Zbarazh (Ukraine), début du XVIIIe siècle.
- Jacob Joseph Frank (1726-1791), de Podolie, se dit être la réincarnation du roi David ; fondateur du mouvement frankiste

### xixe–xxiesiècles
- Shukr Kuhayl I (en), pseudo-messie yéménite du XIXe siècle
- Judah ben Shalom, pseudo-messie yéménite du XIXe siècle, se prétendant la réincarnation de Shukr Kuhayl I.
- Menachem Mendel Schneerson (1902-1994) ; bien qu'il n'ait jamais affirmé être le Messie, certains de ses fidèles prétendent qu'il l'a plusieurs fois insinué, et certains le considèrent toujours comme ayant le statut de Messie